# Enchondromatose
Enchondromatosen sind Syndrome mit zahlreichen Enchondromen. Die häufigste Form ist das Ollier-Syndrom mit einseitig auftretenden Veränderungen. Die Begriffe werden oft auch synonym benutzt.

## Einteilung
Nach Jürgen Spranger (Classification of the Enchondromatoses) können folgende Formen unterschieden werden:
- Typ I Ollier-Krankheit[4]
- Typ II Maffucci-Syndrom  (Enchondromatose mit Hämangiom)
- Typ III Metachondromatose (mit Osteochondromen)
- Typ IV Spondyloenchondrodysplasie
- Typ V Dysspondyloenchondromatose (mit unregelmäßigen Wirbelveränderungen)[5]
- Typ VI Generalisierte Enchondromatose (mit Platyspondylie, Synonyme: Cheirospondyloenchondromatose; Cheiro-spondylo-enchondromatose; Generalisierte Enchondromatose mit Platyspondylie[6][4])

Diese Klassifikation wurde im Jahre 1991 von Fahed Halal und Michel Azouz ergänzt um:
- Typ VII Generalisierte Enchondromatose mit irregulären Wirbelveränderung
- Typ VIII  Generalisierte Enchondromatose mit Mucopolysacchariden
- Typ IXEnchondromatose mit konkaven Wirbelkörpern

## Ursache
Bei Enchondromatosen spielen eventuell Mutationen eine Rolle im PTH1R-Gen auf Chromosom 3 Genort p21.31, das für den Parathyroid hormone 1 receptor kodiert.